# Мюрхед, Билли-Мэй
Би́лли-Мэй Мю́рхед (англ. Billie-May Muirhead) — шотландская кёрлингистка.
В составе женской команды Шотландии участница чемпионата мира 1983 (заняли шестое место). Чемпионка Шотландии среди женщин.
Играла на позиции первого и второго.

## Достижения
- Чемпионат Шотландии по кёрлингу среди женщин: золото (1983), серебро (1988).

## Команды
| Сезон   | Четвёртый        | Третий        | Второй           | Первый           | Турниры                      |
| ------- | ---------------- | ------------- | ---------------- | ---------------- | ---------------------------- |
| 1982—83 | Хейзел Макгрегор | Джейн Рэмзи   | Бетти Макгрегор  | Билли-Мэй Мюрхед | ЧШЖ 1983 · ЧМ 1983 (6 место) |
| 1987—88 | Jane Gallagher   | Kathy Cameron | Билли-Мэй Мюрхед | Jennifer Blair   | ЧШЖ 1988                     |

(скипы выделены полужирным шрифтом)